# TT65
La tombe thébaine TT 65 est située à Cheikh Abd el-Gournah, dans la nécropole thébaine, sur la rive ouest du Nil, face à Louxor en Égypte.
C'est la sépulture de Nebamon, scribe du Trésor qui a été ensuite usurpée par Imiseba, chef du sanctuaire.